# ال مونتمل
ال مونتمل (به اسپانیایی: Montmell) یک منطقهٔ مسکونی در اسپانیا است که در بایکس پنس واقع شده‌است. ال مونتمل ۷۲٫۸ کیلومتر مربع مساحت دارد.